# Tour de Belgique 2019
La 89e édition du Tour de Belgique a lieu du 12 au 16 juin 2019. La course fait partie du calendrier UCI Europe Tour 2019 en catégorie 2.HC.

## Équipes
Classé en catégorie 2.HC de l'UCI Europe Tour, le Tour de Belgique est par conséquent ouvert aux WorldTeams dans la limite de 70 % des équipes participantes, aux équipes continentales professionnelles, aux équipes continentales belges, aux équipes continentales étrangères dans la limite de deux, et à une équipe nationale belge.
Vingt-deux équipes participent à la course : quatre équipes World Tour, douze équipes continentales professionnelles, cinq équipes continentales et une équipe nationale belge.
| WorldTeams (4)- Lotto Soudal - Deceuninck-Quick Step - Astana - Trek-Segafredo Équipes continentales professionnelles (12)- Burgos-BH - Cofidis, Solutions Crédits - Corendon-Circus - Israel Cycling Academy - Riwal Readynez - Roompot-Charles - Sport Vlaanderen-Baloise - Arkéa-Samsic - Total Direct Énergie - Vital Concept-B&B Hotels - Wallonie Bruxelles - Wanty-Groupe Gobert Équipes continentales (5)- Natura4Ever-Roubaix Lille Métropole - Cibel-Cebon - Telenet Fidea Lions - Pauwels Sauzen-Bingoal - Tarteletto-Isorex Équipe nationale- Belgique |
| |

## Étapes
| Étape     | Date    | Villes étapes                | type                        | Distance (km) | Vainqueur d'étape    | Leader du classement général |
| --------- | ------- | ---------------------------- | --------------------------- | ------------- | -------------------- | ---------------------------- |
| 1re étape | 12 juin | Saint-Nicolas – Knocke-Heyst | étape de plaine             | 183,4         | Jan-Willem van Schip | Jan-Willem van Schip         |
| 2e étape  | 13 juin | Knocke-Heyst – Zottegem      | étape vallonnée             | 180,8         | Remco Evenepoel      | Remco Evenepoel              |
| 3e étape  | 14 juin | Grimbergen – Grimbergen      | contre-la-montre individuel | 9,2           | Tim Wellens          | Remco Evenepoel              |
| 4e étape  | 15 juin | Seraing – Seraing            | étape vallonnée             | 151,1         | Victor Campenaerts   | Remco Evenepoel              |
| 5e étape  | 16 juin | Tongres – Beringen           | étape de plaine             | 158,4         | Bryan Coquard        | Remco Evenepoel              |

## Déroulement de la course

### 1reétape
| \| Classement de l'étape \| Classement de l'étape \| Classement de l'étape \| Classement de l'étape \| Classement de l'étape \| \| Coureur \| Coureur \| Pays \| Équipe \| Temps \| \| --------------------- \| --------------------- \| --------------------- \| ---------------------- \| --------------------- \| \| 1er \| Jan-Willem van Schip \| Pays-Bas \| Roompot-Charles \| 4 h 15 min 14 s \| \| 2e \| Tim Merlier \| Belgique \| Corendon-Circus \| + 4 s \| \| 3e \| Fabio Jakobsen \| Pays-Bas \| Deceuninck-Quick Step \| + 4 s \| \| 4e \| Lionel Taminiaux \| Belgique \| Wallonie Bruxelles \| + 4 s \| \| 5e \| Roy Jans \| Belgique \| Corendon-Circus \| + 4 s \| \| 6e \| Jasper Philipsen \| Belgique \| Belgique \| + 4 s \| \| 7e \| Daan Soete \| Belgique \| Pauwels Sauzen-Bingoal \| + 4 s \| \| 8e \| Tom Van Asbroeck \| Belgique \| Israel Cycling Academy \| + 6 s \| \| 9e \| Arne Marit \| Belgique \| Belgique \| + 6 s \| \| 10e \| Rudy Barbier \| France \| Israel Cycling Academy \| + 6 s \| |                      |          |                        |                 |
| |                      |          |                        |                 |
| Source : ProCyclingStats |                      |          |                        |                 |
| Classement de l'étape |                      |          |                        |                 |
| Coureur | Coureur              | Pays     | Équipe                 | Temps           |
| 1er | Jan-Willem van Schip | Pays-Bas | Roompot-Charles        | 4 h 15 min 14 s |
| 2e | Tim Merlier          | Belgique | Corendon-Circus        | + 4 s           |
| 3e | Fabio Jakobsen       | Pays-Bas | Deceuninck-Quick Step  | + 4 s           |
| 4e | Lionel Taminiaux     | Belgique | Wallonie Bruxelles     | + 4 s           |
| 5e | Roy Jans             | Belgique | Corendon-Circus        | + 4 s           |
| 6e | Jasper Philipsen     | Belgique | Belgique               | + 4 s           |
| 7e | Daan Soete           | Belgique | Pauwels Sauzen-Bingoal | + 4 s           |
| 8e | Tom Van Asbroeck     | Belgique | Israel Cycling Academy | + 6 s           |
| 9e | Arne Marit           | Belgique | Belgique               | + 6 s           |
| 10e | Rudy Barbier         | France   | Israel Cycling Academy | + 6 s           |

| \| Classement général \| Classement général \| Classement général \| Classement général \| Classement général \| \| Coureur \| Coureur \| Pays \| Équipe \| Temps \| \| ------------------ \| -------------------- \| ------------------ \| ----------------------------------- \| ------------------ \| \| 1er \| Jan-Willem van Schip \| Pays-Bas \| Roompot-Charles \| 4 h 14 min 57 s \| \| 2e \| Tim Merlier \| Belgique \| Corendon-Circus \| + 15 s \| \| 3e \| Fabio Jakobsen \| Pays-Bas \| Deceuninck-Quick Step \| + 17 s \| \| 4e \| Glenn Debruyne \| Belgique \| Cibel \| + 17 s \| \| 5e \| Tom Dernies \| Belgique \| Natura4Ever-Roubaix Lille Métropole \| + 18 s \| \| 6e \| Lionel Taminiaux \| Belgique \| Wallonie Bruxelles \| + 21 s \| \| 7e \| Roy Jans \| Belgique \| Corendon-Circus \| + 21 s \| \| 8e \| Jasper Philipsen \| Belgique \| Belgique \| + 21 s \| \| 9e \| Daan Soete \| Belgique \| Pauwels Sauzen-Bingoal \| + 21 s \| \| 10e \| Tom Van Asbroeck \| Belgique \| Israel Cycling Academy \| + 23 s \| |                      |          |                                     |                 |
| |                      |          |                                     |                 |
| Source : ProCyclingStats |                      |          |                                     |                 |
| Classement général |                      |          |                                     |                 |
| Coureur | Coureur              | Pays     | Équipe                              | Temps           |
| 1er | Jan-Willem van Schip | Pays-Bas | Roompot-Charles                     | 4 h 14 min 57 s |
| 2e | Tim Merlier          | Belgique | Corendon-Circus                     | + 15 s          |
| 3e | Fabio Jakobsen       | Pays-Bas | Deceuninck-Quick Step               | + 17 s          |
| 4e | Glenn Debruyne       | Belgique | Cibel                               | + 17 s          |
| 5e | Tom Dernies          | Belgique | Natura4Ever-Roubaix Lille Métropole | + 18 s          |
| 6e | Lionel Taminiaux     | Belgique | Wallonie Bruxelles                  | + 21 s          |
| 7e | Roy Jans             | Belgique | Corendon-Circus                     | + 21 s          |
| 8e | Jasper Philipsen     | Belgique | Belgique                            | + 21 s          |
| 9e | Daan Soete           | Belgique | Pauwels Sauzen-Bingoal              | + 21 s          |
| 10e | Tom Van Asbroeck     | Belgique | Israel Cycling Academy              | + 23 s          |

### 2eétape
| \| Classement de l'étape \| Classement de l'étape \| Classement de l'étape \| Classement de l'étape \| Classement de l'étape \| \| Coureur \| Coureur \| Pays \| Équipe \| Temps \| \| --------------------- \| --------------------- \| --------------------- \| ------------------------ \| --------------------- \| \| 1er \| Remco Evenepoel \| Belgique \| Deceuninck-Quick Step \| 4 h 26 min 04 s \| \| 2e \| Fabio Jakobsen \| Pays-Bas \| Deceuninck-Quick Step \| + 42 s \| \| 3e \| Tim Merlier \| Belgique \| Corendon-Circus \| + 42 s \| \| 4e \| Lionel Taminiaux \| Belgique \| Wallonie Bruxelles \| + 42 s \| \| 5e \| Davide Martinelli \| Italie \| Deceuninck-Quick Step \| + 42 s \| \| 6e \| Jasper Philipsen \| Belgique \| Belgique \| + 42 s \| \| 7e \| Tom Van Asbroeck \| Belgique \| Israel Cycling Academy \| + 42 s \| \| 8e \| Alex Kirsch \| Luxembourg \| Trek-Segafredo \| + 42 s \| \| 9e \| Bryan Coquard \| France \| Vital Concept-B&B Hotels \| + 42 s \| \| 10e \| Pieter Serry \| Belgique \| Deceuninck-Quick Step \| + 42 s \| |                   |            |                          |                 |
| |                   |            |                          |                 |
| Source : ProCyclingStats |                   |            |                          |                 |
| Classement de l'étape |                   |            |                          |                 |
| Coureur | Coureur           | Pays       | Équipe                   | Temps           |
| 1er | Remco Evenepoel   | Belgique   | Deceuninck-Quick Step    | 4 h 26 min 04 s |
| 2e | Fabio Jakobsen    | Pays-Bas   | Deceuninck-Quick Step    | + 42 s          |
| 3e | Tim Merlier       | Belgique   | Corendon-Circus          | + 42 s          |
| 4e | Lionel Taminiaux  | Belgique   | Wallonie Bruxelles       | + 42 s          |
| 5e | Davide Martinelli | Italie     | Deceuninck-Quick Step    | + 42 s          |
| 6e | Jasper Philipsen  | Belgique   | Belgique                 | + 42 s          |
| 7e | Tom Van Asbroeck  | Belgique   | Israel Cycling Academy   | + 42 s          |
| 8e | Alex Kirsch       | Luxembourg | Trek-Segafredo           | + 42 s          |
| 9e | Bryan Coquard     | France     | Vital Concept-B&B Hotels | + 42 s          |
| 10e | Pieter Serry      | Belgique   | Deceuninck-Quick Step    | + 42 s          |

| \| Classement général \| Classement général \| Classement général \| Classement général \| Classement général \| \| Coureur \| Coureur \| Pays \| Équipe \| Temps \| \| ------------------ \| ------------------ \| ------------------ \| ------------------------ \| ------------------ \| \| 1er \| Remco Evenepoel \| Belgique \| Deceuninck-Quick Step \| 8 h 41 min 03 s \| \| 2e \| Fabio Jakobsen \| Pays-Bas \| Deceuninck-Quick Step \| + 51 s \| \| 3e \| Tim Merlier \| Belgique \| Corendon-Circus \| + 51 s \| \| 4e \| Jasper Philipsen \| Belgique \| Belgique \| + 57 s \| \| 5e \| Davide Martinelli \| Italie \| Deceuninck-Quick Step \| + 59 s \| \| 6e \| Tom Van Asbroeck \| Belgique \| Israel Cycling Academy \| + 1 min 00 s \| \| 7e \| Tim Wellens \| Belgique \| Lotto-Soudal \| + 1 min 00 s \| \| 8e \| Loïc Vliegen \| Belgique \| Wanty-Gobert \| + 1 min 00 s \| \| 9e \| Lionel Taminiaux \| Belgique \| Wallonie Bruxelles \| + 1 min 01 s \| \| 10e \| Bryan Coquard \| France \| Vital Concept-B&B Hotels \| + 1 min 01 s \| |                   |          |                          |                 |
| |                   |          |                          |                 |
| Source : ProCyclingStats |                   |          |                          |                 |
| Classement général |                   |          |                          |                 |
| Coureur | Coureur           | Pays     | Équipe                   | Temps           |
| 1er | Remco Evenepoel   | Belgique | Deceuninck-Quick Step    | 8 h 41 min 03 s |
| 2e | Fabio Jakobsen    | Pays-Bas | Deceuninck-Quick Step    | + 51 s          |
| 3e | Tim Merlier       | Belgique | Corendon-Circus          | + 51 s          |
| 4e | Jasper Philipsen  | Belgique | Belgique                 | + 57 s          |
| 5e | Davide Martinelli | Italie   | Deceuninck-Quick Step    | + 59 s          |
| 6e | Tom Van Asbroeck  | Belgique | Israel Cycling Academy   | + 1 min 00 s    |
| 7e | Tim Wellens       | Belgique | Lotto-Soudal             | + 1 min 00 s    |
| 8e | Loïc Vliegen      | Belgique | Wanty-Gobert             | + 1 min 00 s    |
| 9e | Lionel Taminiaux  | Belgique | Wallonie Bruxelles       | + 1 min 01 s    |
| 10e | Bryan Coquard     | France   | Vital Concept-B&B Hotels | + 1 min 01 s    |

### 3eétape
| \| Classement de l'étape \| Classement de l'étape \| Classement de l'étape \| Classement de l'étape \| Classement de l'étape \| \| Coureur \| Coureur \| Pays \| Équipe \| Temps \| \| --------------------- \| --------------------- \| --------------------- \| -------------------------- \| --------------------- \| \| 1er \| Tim Wellens \| Belgique \| Lotto-Soudal \| 10 min 46 s \| \| 2e \| Nathan Van Hooydonck \| Belgique \| Belgique \| + 1 s \| \| 3e \| Victor Campenaerts \| Belgique \| Lotto-Soudal \| + 2 s \| \| 4e \| Remco Evenepoel \| Belgique \| Deceuninck-Quick Step \| + 3 s \| \| 5e \| Ryan Mullen \| Irlande \| Trek-Segafredo \| + 4 s \| \| 6e \| Christophe Laporte \| France \| Cofidis, Solutions Crédits \| + 5 s \| \| 7e \| Matthias Brändle \| Autriche \| Israel Cycling Academy \| + 6 s \| \| 8e \| Alex Kirsch \| Luxembourg \| Trek-Segafredo \| + 8 s \| \| 9e \| Lasse Norman Leth \| Danemark \| Corendon-Circus \| + 8 s \| \| 10e \| Niki Terpstra \| Pays-Bas \| Total Direct Énergie \| + 11 s \| |                      |            |                            |             |
| |                      |            |                            |             |
| Source : ProCyclingStats |                      |            |                            |             |
| Classement de l'étape |                      |            |                            |             |
| Coureur | Coureur              | Pays       | Équipe                     | Temps       |
| 1er | Tim Wellens          | Belgique   | Lotto-Soudal               | 10 min 46 s |
| 2e | Nathan Van Hooydonck | Belgique   | Belgique                   | + 1 s       |
| 3e | Victor Campenaerts   | Belgique   | Lotto-Soudal               | + 2 s       |
| 4e | Remco Evenepoel      | Belgique   | Deceuninck-Quick Step      | + 3 s       |
| 5e | Ryan Mullen          | Irlande    | Trek-Segafredo             | + 4 s       |
| 6e | Christophe Laporte   | France     | Cofidis, Solutions Crédits | + 5 s       |
| 7e | Matthias Brändle     | Autriche   | Israel Cycling Academy     | + 6 s       |
| 8e | Alex Kirsch          | Luxembourg | Trek-Segafredo             | + 8 s       |
| 9e | Lasse Norman Leth    | Danemark   | Corendon-Circus            | + 8 s       |
| 10e | Niki Terpstra        | Pays-Bas   | Total Direct Énergie       | + 11 s      |

| \| Classement général \| Classement général \| Classement général \| Classement général \| Classement général \| \| Coureur \| Coureur \| Pays \| Équipe \| Temps \| \| ------------------ \| ------------------ \| ------------------ \| -------------------------- \| ------------------ \| \| 1er \| Remco Evenepoel \| Belgique \| Deceuninck-Quick Step \| 8 h 51 min 52 s \| \| 2e \| Tim Wellens \| Belgique \| Lotto-Soudal \| + 57 s \| \| 3e \| Victor Campenaerts \| Belgique \| Lotto-Soudal \| + 1 min 00 s \| \| 4e \| Christophe Laporte \| France \| Cofidis, Solutions Crédits \| + 1 min 03 s \| \| 5e \| Alex Kirsch \| Luxembourg \| Trek-Segafredo \| + 1 min 06 s \| \| 6e \| Toon Aerts \| Belgique \| Telenet-Fidea Lions \| + 1 min 17 s \| \| 7e \| Brent Van Moer \| Belgique \| Lotto-Soudal \| + 1 min 18 s \| \| 8e \| Jasper Philipsen \| Belgique \| Belgique \| + 1 min 18 s \| \| 9e \| Jelle Wallays \| Belgique \| Lotto-Soudal \| + 1 min 19 s \| \| 10e \| Bryan Coquard \| France \| Vital Concept-B&B Hotels \| + 1 min 28 s \| |                    |            |                            |                 |
| |                    |            |                            |                 |
| Source : ProCyclingStats |                    |            |                            |                 |
| Classement général |                    |            |                            |                 |
| Coureur | Coureur            | Pays       | Équipe                     | Temps           |
| 1er | Remco Evenepoel    | Belgique   | Deceuninck-Quick Step      | 8 h 51 min 52 s |
| 2e | Tim Wellens        | Belgique   | Lotto-Soudal               | + 57 s          |
| 3e | Victor Campenaerts | Belgique   | Lotto-Soudal               | + 1 min 00 s    |
| 4e | Christophe Laporte | France     | Cofidis, Solutions Crédits | + 1 min 03 s    |
| 5e | Alex Kirsch        | Luxembourg | Trek-Segafredo             | + 1 min 06 s    |
| 6e | Toon Aerts         | Belgique   | Telenet-Fidea Lions        | + 1 min 17 s    |
| 7e | Brent Van Moer     | Belgique   | Lotto-Soudal               | + 1 min 18 s    |
| 8e | Jasper Philipsen   | Belgique   | Belgique                   | + 1 min 18 s    |
| 9e | Jelle Wallays      | Belgique   | Lotto-Soudal               | + 1 min 19 s    |
| 10e | Bryan Coquard      | France     | Vital Concept-B&B Hotels   | + 1 min 28 s    |

### 4eétape
| \| Classement de l'étape \| Classement de l'étape \| Classement de l'étape \| Classement de l'étape \| Classement de l'étape \| \| Coureur \| Coureur \| Pays \| Équipe \| Temps \| \| --------------------- \| --------------------- \| --------------------- \| ---------------------- \| --------------------- \| \| 1er \| Victor Campenaerts \| Belgique \| Lotto-Soudal \| 3 h 40 min 16 s \| \| 2e \| Andreas Kron \| Danemark \| Riwal Readynez \| + 0 s \| \| 3e \| Remco Evenepoel \| Belgique \| Deceuninck-Quick Step \| + 0 s \| \| 4e \| Loïc Vliegen \| Belgique \| Wanty-Gobert \| + 1 min 03 s \| \| 5e \| Jasper Philipsen \| Belgique \| UAE Team Emirates \| + 1 min 05 s \| \| 6e \| Otto Vergaerde \| Belgique \| Corendon-Circus \| + 1 min 05 s \| \| 7e \| Toon Aerts \| Belgique \| Telenet-Fidea Lions \| + 1 min 05 s \| \| 8e \| Mathieu Burgaudeau \| France \| Total Direct Énergie \| + 1 min 05 s \| \| 9e \| Daan Soete \| Belgique \| Pauwels Sauzen-Bingoal \| + 1 min 05 s \| \| 10e \| Jetse Bol \| Pays-Bas \| Burgos-BH \| + 1 min 05 s \| |                    |          |                        |                 |
| |                    |          |                        |                 |
| Source : ProCyclingStats |                    |          |                        |                 |
| Classement de l'étape |                    |          |                        |                 |
| Coureur | Coureur            | Pays     | Équipe                 | Temps           |
| 1er | Victor Campenaerts | Belgique | Lotto-Soudal           | 3 h 40 min 16 s |
| 2e | Andreas Kron       | Danemark | Riwal Readynez         | + 0 s           |
| 3e | Remco Evenepoel    | Belgique | Deceuninck-Quick Step  | + 0 s           |
| 4e | Loïc Vliegen       | Belgique | Wanty-Gobert           | + 1 min 03 s    |
| 5e | Jasper Philipsen   | Belgique | UAE Team Emirates      | + 1 min 05 s    |
| 6e | Otto Vergaerde     | Belgique | Corendon-Circus        | + 1 min 05 s    |
| 7e | Toon Aerts         | Belgique | Telenet-Fidea Lions    | + 1 min 05 s    |
| 8e | Mathieu Burgaudeau | France   | Total Direct Énergie   | + 1 min 05 s    |
| 9e | Daan Soete         | Belgique | Pauwels Sauzen-Bingoal | + 1 min 05 s    |
| 10e | Jetse Bol          | Pays-Bas | Burgos-BH              | + 1 min 05 s    |

| \| Classement général \| Classement général \| Classement général \| Classement général \| Classement général \| \| Coureur \| Coureur \| Pays \| Équipe \| Temps \| \| ------------------ \| ------------------ \| ------------------ \| ------------------------ \| ------------------ \| \| 1er \| Remco Evenepoel \| Belgique \| Deceuninck-Quick Step \| 12 h 32 min 02 s \| \| 2e \| Victor Campenaerts \| Belgique \| Lotto-Soudal \| + 52 s \| \| 3e \| Tim Wellens \| Belgique \| Lotto-Soudal \| + 2 min 02 s \| \| 4e \| Toon Aerts \| Belgique \| Telenet-Fidea Lions \| + 2 min 28 s \| \| 5e \| Andreas Kron \| Danemark \| Riwal Readynez \| + 2 min 29 s \| \| 6e \| Jasper Philipsen \| Belgique \| UAE Team Emirates \| + 2 min 29 s \| \| 7e \| Loïc Vliegen \| Belgique \| Wanty-Gobert \| + 2 min 38 s \| \| 8e \| Bryan Coquard \| France \| Vital Concept-B&B Hotels \| + 2 min 39 s \| \| 9e \| Aimé De Gendt \| Belgique \| Wanty-Gobert \| + 2 min 39 s \| \| 10e \| Pieter Weening \| Pays-Bas \| Roompot-Charles \| + 2 min 39 s \| |                    |          |                          |                  |
| |                    |          |                          |                  |
| Source : ProCyclingStats |                    |          |                          |                  |
| Classement général |                    |          |                          |                  |
| Coureur | Coureur            | Pays     | Équipe                   | Temps            |
| 1er | Remco Evenepoel    | Belgique | Deceuninck-Quick Step    | 12 h 32 min 02 s |
| 2e | Victor Campenaerts | Belgique | Lotto-Soudal             | + 52 s           |
| 3e | Tim Wellens        | Belgique | Lotto-Soudal             | + 2 min 02 s     |
| 4e | Toon Aerts         | Belgique | Telenet-Fidea Lions      | + 2 min 28 s     |
| 5e | Andreas Kron       | Danemark | Riwal Readynez           | + 2 min 29 s     |
| 6e | Jasper Philipsen   | Belgique | UAE Team Emirates        | + 2 min 29 s     |
| 7e | Loïc Vliegen       | Belgique | Wanty-Gobert             | + 2 min 38 s     |
| 8e | Bryan Coquard      | France   | Vital Concept-B&B Hotels | + 2 min 39 s     |
| 9e | Aimé De Gendt      | Belgique | Wanty-Gobert             | + 2 min 39 s     |
| 10e | Pieter Weening     | Pays-Bas | Roompot-Charles          | + 2 min 39 s     |

### 5eétape
| \| Classement de l'étape \| Classement de l'étape \| Classement de l'étape \| Classement de l'étape \| Classement de l'étape \| \| Coureur \| Coureur \| Pays \| Équipe \| Temps \| \| --------------------- \| --------------------- \| --------------------- \| ----------------------------------- \| --------------------- \| \| 1er \| Bryan Coquard \| France \| Vital Concept-B&B Hotels \| 3 h 17 min 15 s \| \| 2e \| Pierre Barbier \| France \| Natura4Ever-Roubaix Lille Métropole \| + 0 s \| \| 3e \| Emīls Liepiņš \| Lettonie \| Wallonie Bruxelles \| + 0 s \| \| 4e \| Tom Van Asbroeck \| Belgique \| Israel Cycling Academy \| + 0 s \| \| 5e \| Toon Aerts \| Belgique \| Telenet-Fidea Lions \| + 0 s \| \| 6e \| Jonas Rickaert \| Belgique \| Corendon-Circus \| + 0 s \| \| 7e \| Gijs Van Hoecke \| Belgique \| CCC Team \| + 0 s \| \| 8e \| Corné van Kessel \| Pays-Bas \| Telenet-Fidea Lions \| + 0 s \| \| 9e \| Davide Martinelli \| Italie \| Deceuninck-Quick Step \| + 0 s \| \| 10e \| Kévin Van Melsen \| Belgique \| Wanty-Gobert \| + 0 s \| |                   |          |                                     |                 |
| |                   |          |                                     |                 |
| Source : ProCyclingStats |                   |          |                                     |                 |
| Classement de l'étape |                   |          |                                     |                 |
| Coureur | Coureur           | Pays     | Équipe                              | Temps           |
| 1er | Bryan Coquard     | France   | Vital Concept-B&B Hotels            | 3 h 17 min 15 s |
| 2e | Pierre Barbier    | France   | Natura4Ever-Roubaix Lille Métropole | + 0 s           |
| 3e | Emīls Liepiņš     | Lettonie | Wallonie Bruxelles                  | + 0 s           |
| 4e | Tom Van Asbroeck  | Belgique | Israel Cycling Academy              | + 0 s           |
| 5e | Toon Aerts        | Belgique | Telenet-Fidea Lions                 | + 0 s           |
| 6e | Jonas Rickaert    | Belgique | Corendon-Circus                     | + 0 s           |
| 7e | Gijs Van Hoecke   | Belgique | CCC Team                            | + 0 s           |
| 8e | Corné van Kessel  | Pays-Bas | Telenet-Fidea Lions                 | + 0 s           |
| 9e | Davide Martinelli | Italie   | Deceuninck-Quick Step               | + 0 s           |
| 10e | Kévin Van Melsen  | Belgique | Wanty-Gobert                        | + 0 s           |

## Classements finals

### Classement général final
| \| Classement général \| Classement général \| Classement général \| Classement général \| Classement général \| \| Coureur \| Coureur \| Pays \| Équipe \| Temps \| \| ------------------ \| ------------------ \| ------------------ \| ------------------------ \| ------------------ \| \| 1er \| Remco Evenepoel \| Belgique \| Deceuninck-Quick Step \| 15 h 49 min 17 s \| \| 2e \| Victor Campenaerts \| Belgique \| Lotto-Soudal \| + 52 s \| \| 3e \| Tim Wellens \| Belgique \| Lotto-Soudal \| + 2 min 02 s \| \| 4e \| Toon Aerts \| Belgique \| Telenet-Fidea Lions \| + 2 min 28 s \| \| 5e \| Andreas Kron \| Danemark \| Riwal Readynez \| + 2 min 29 s \| \| 6e \| Jasper Philipsen \| Belgique \| UAE Team Emirates \| + 2 min 29 s \| \| 7e \| Bryan Coquard \| France \| Vital Concept-B&B Hotels \| + 2 min 29 s \| \| 8e \| Loïc Vliegen \| Belgique \| Wanty-Gobert \| + 2 min 38 s \| \| 9e \| Aimé De Gendt \| Belgique \| Wanty-Gobert \| + 2 min 39 s \| \| 10e \| Pieter Weening \| Pays-Bas \| Roompot-Charles \| + 2 min 39 s \| |                    |          |                          |                  |
| |                    |          |                          |                  |
| Source : ProCyclingStats |                    |          |                          |                  |
| Classement général |                    |          |                          |                  |
| Coureur | Coureur            | Pays     | Équipe                   | Temps            |
| 1er | Remco Evenepoel    | Belgique | Deceuninck-Quick Step    | 15 h 49 min 17 s |
| 2e | Victor Campenaerts | Belgique | Lotto-Soudal             | + 52 s           |
| 3e | Tim Wellens        | Belgique | Lotto-Soudal             | + 2 min 02 s     |
| 4e | Toon Aerts         | Belgique | Telenet-Fidea Lions      | + 2 min 28 s     |
| 5e | Andreas Kron       | Danemark | Riwal Readynez           | + 2 min 29 s     |
| 6e | Jasper Philipsen   | Belgique | UAE Team Emirates        | + 2 min 29 s     |
| 7e | Bryan Coquard      | France   | Vital Concept-B&B Hotels | + 2 min 29 s     |
| 8e | Loïc Vliegen       | Belgique | Wanty-Gobert             | + 2 min 38 s     |
| 9e | Aimé De Gendt      | Belgique | Wanty-Gobert             | + 2 min 39 s     |
| 10e | Pieter Weening     | Pays-Bas | Roompot-Charles          | + 2 min 39 s     |

## Évolution des classements
| Étape              | Vainqueur            | Classement général   | Classement par points | Classement de la combativité | Classement par équipes |
| ------------------ | -------------------- | -------------------- | --------------------- | ---------------------------- | ---------------------- |
| 1                  | Jan-Willem van Schip | Jan-Willem van Schip | Jan-Willem van Schip  | Thomas Sprengers             | Roompot-Charles        |
| 2                  | Remco Evenepoel      | Remco Evenepoel      | Fabio Jakobsen        | Thomas Sprengers             | Deceuninck-Quick Step  |
| 3                  | Tim Wellens          | Remco Evenepoel      | Fabio Jakobsen        | Thomas Sprengers             | Lotto-Soudal           |
| 4                  | Victor Campenaerts   | Remco Evenepoel      | Remco Evenepoel       | Thomas Sprengers             | Wanty-Gobert           |
| 5                  | Bryan Coquard        | Remco Evenepoel      | Remco Evenepoel       | Thomas Sprengers             | Wanty-Gobert           |
| Classements finals | Classements finals   | Remco Evenepoel      | Remco Evenepoel       | Thomas Sprengers             | Wanty-Gobert           |